# Liste der denkmalgeschützten Objekte in Stropkov
Die Liste der denkmalgeschützten Objekte in Stropkov enthält die 13 nach slowakischen Denkmalschutzvorschriften geschützten Objekte in der Gemeinde Stropkov im Okres Stropkov.

## Denkmäler
| Foto |                 | Denkmal / č. ÚZPF                                   | Standort / Konskr. Nr.                                     | Offizielle Beschreibung                 | Beschreibung                              | Metadaten                                                              |
| ---- | --------------- | --------------------------------------------------- | ---------------------------------------------------------- | --------------------------------------- | ----------------------------------------- | ---------------------------------------------------------------------- |
|      | Datei hochladen | hölzerne Kapelle(sk) ObjektID: 711-10397/0          | KG: Stropkov Konskr.Nr.:                                   | r.k.                                    | römisch-katholisch                        | č. NKP: 711-10397/0 Stand des NKP: 2012-02-08 Name: KAPLNKA DREVENÁ    |
|      | Datei hochladen | Golgatha(sk) ObjektID: 711-10396/0                  | Hlavná ul. KG: Stropkov Konskr.Nr.:                        |                                         |                                           | č. NKP: 711-10396/0 Stand des NKP: 2012-02-08 Name: BOŽIA MUKA         |
| ja   | Datei hochladen | Franziskanerkloster(sk) ObjektID: 711-245/1         | Hlavná ul. 77-78 Standort KG: Stropkov Konskr.Nr.: 77,78   | františkánsky                           |                                           | č. NKP: 711-245/1 Stand des NKP: 2012-02-08 Name: KLÁŠTOR FRANTIŠKÁNOV |
| ja   | Datei hochladen | Kirche(sk) ObjektID: 711-245/2                      | Hlavná ul. Standort KG: Stropkov Konskr.Nr.: 84            | r.k.sv.Trojice; františkánsky           | römisch-katholische Dreifaltigkeitskirche | č. NKP: 711-245/2 Stand des NKP: 2012-02-08 Name: KOSTOL               |
| BW   | Datei hochladen | Gaststätte am Straßenrand(sk) ObjektID: 711-10674/0 | Hviezdoslavova ul. 24 Standort KG: Stropkov Konskr.Nr.: 17 | Stará pošta                             | Alte Post                                 | č. NKP: 711-10674/0 Stand des NKP: 2012-02-08 Name: HOSTINEC PRÍCESTNÝ |
|      | Datei hochladen | Statue auf Säule(sk) ObjektID: 711-1897/0           | Mládeže ul. KG: Stropkov Konskr.Nr.:                       | Panna Mária                             | Jungfrau Maria                            | č. NKP: 711-1897/0 Stand des NKP: 2012-02-08 Name: SOCHA NA STĹPE      |
| BW   | Datei hochladen | Schloss(sk) ObjektID: 711-243/1                     | Zámocká ul. 519 Standort KG: Stropkov Konskr.Nr.: 519      | Stropkovský hrad                        | Schloss Stropkov                          | č. NKP: 711-243/1 Stand des NKP: 2012-02-08 Name: KAŠTIEĽ              |
| BW   | Datei hochladen | Burgrest(sk) ObjektID: 711-243/2                    | Zámocká ul. 519 Standort KG: Stropkov Konskr.Nr.: 519/3    | neskúmané; Stropkovský hrad             | nicht untersucht, Schloss Stropkov        | č. NKP: 711-243/2 Stand des NKP: 2012-02-08 Name: HRAD                 |
| ja   | Datei hochladen | Kirche(sk) ObjektID: 711-244/0                      | Zámocká ul. 857 Standort KG: Stropkov Konskr.Nr.: 857      | r.k.Božieho tela; kostol Božieho tela   | römisch-katholische Fronleichnamskirche   | č. NKP: 711-244/0 Stand des NKP: 2012-02-08 Name: KOSTOL               |
|      | Datei hochladen | Statue(sk) ObjektID: 711-1895/1                     | Zámocká ul. KG: Stropkov Konskr.Nr.:                       | sv.Ján Nepomucký; originál v depozitári | St. Johannes Nepomuk, Original im Archiv  | č. NKP: 711-1895/1 Stand des NKP: 2012-02-08 Name: SOCHA               |
|      | Datei hochladen | Statue Kopie(sk) ObjektID: 711-1895/2               | Zámocká ul. KG: Stropkov Konskr.Nr.:                       | sv.Ján Nepomucký; originál v depozitári | St. Johannes Nepomuk                      | č. NKP: 711-1895/2 Stand des NKP: 2012-02-08 Name: SOCHA-KÓPIA         |
|      | Datei hochladen | Statue(sk) ObjektID: 711-1896/1                     | Zámocká ul. KG: Stropkov Konskr.Nr.:                       | sv.Florián; originál v depozitári       | St. Florian, Original im Archiv           | č. NKP: 711-1896/1 Stand des NKP: 2012-02-08 Name: SOCHA               |
|      | Datei hochladen | Statue Kopie(sk) ObjektID: 711-1896/2               | Zámocká ul. KG: Stropkov Konskr.Nr.:                       | sv.Florián; originál v depozitári       | St. Florian, Original im Archiv           | č. NKP: 711-1896/2 Stand des NKP: 2012-02-08 Name: SOCHA-KÓPIA         |

## Legende
Die Tabelle enthält im Einzelnen folgende Informationen:
| Foto:                    | Fotografie des Denkmals. |
| Denkmal / č. ÚZPF:       | Die Übersetzung der Bezeichnung des Denkmals, wie sie vom Slowakischen Denkmalamt (Pamiatkový úrad Slovenskej republiky) verwendet wird. Die Originalbezeichnung ist unter dem Fragezeichen angegeben. Fehlt die Übersetzung, so wird die Originalbezeichnung direkt angezeigt. Weiters ist die Objekt-Identifikationsnummer (Objekt ID) angeführt. Sie ist die offizielle, in der Slowakei eindeutige Nummer č. ÚZPF inklusive der zugehörigen Zählnummer, wie sie in den Daten des Denkmalamtes angegeben wird. Da diese nur innerhalb eines Landkreises gezählt wird, ist dessen Nummer der Denkmalnummer vorangestellt. |
| Standort:                | Wenn in der Liste vorhanden, ist die Adresse angegeben. In Klammern kann sich noch eine zusätzliche Adresse befinden, wenn es beispielsweise ein Eckhaus ist. Bei freistehenden Objekten ohne Adresse (zum Beispiel bei Bildstöcken) ist eine Adresse angegeben, die in der Nähe des Objekts liegt. Durch Aufruf des Links Standort wird die Lage des Denkmals in verschiedenen Kartenprojekten angezeigt. Darunter sind die Katastralgemeinde (KG) und, wenn vorhanden, die Konskriptionsnummer (Konskr. Nr.) angegeben.                                                                                                   |
| Offizielle Beschreibung: | Es ist die Kurzbeschreibung auf Slowakisch, wie sie in den offiziellen Listen angegeben ist, eingetragen. |
| Beschreibung:            | Kurze Angaben zum Denkmal auf Deutsch. |
| Metadaten:               | Zusätzlich werden, wenn in den persönlichen Einstellungen das Helferlein Dauerhaftes Einblenden von Metadaten aktiviert ist, ebensolche angezeigt. |

- Karte mit allen Koordinaten:
- OSM |
- WikiMap